# Bousséra (département)
Pour le village chef-lieu, voir Bousséra.
Bousséra est un département et une commune rurale de la province du Poni, situé dans la région du Sud-Ouest au Burkina Faso.
En 2006, le département comptabilisait 17 834 habitants.

## Villages
Le département et la commune rurale de Bousséra est administrativement composé de cinquante-sept villages, dont le village chef-lieu homonyme (données de population consolidées issues du recensement général de 2006) :
- Batié-Blé (297 habitants)
- Bouratéon (226 habitants)
- Bousséra (677 habitants), chef-lieu
- Dabori-Pari (349 habitants)
- Dalamièra (192 habitants)
- Dalangbara (203 habitants)
- Dapèra (100 habitants)
- Diénéména (269 habitants)
- Dobilé (286 habitants)
- Dogberpari (318 habitants)
- Donka (279 habitants)
- Donko (636 habitants)
- Donko-Tambili (205 habitants)
- Fourbira (316 habitants)
- Gbodora (278 habitants)
- Gbodora-Tiopanaon (136 habitants)
- Gbon (200 habitants)
- Gomparé (150 habitants)
- Gongondi (195 habitants)
- Gongoné (197 habitants)
- Gouamba (455 habitants)
- Kabra (308 habitants)
- Kampidiou (339 habitants)
- Kankaniblé (314 habitants)
- Kolondjoura (319 habitants)
- Koubéo-Djoulo (355 habitants)
- Koukoutéon (528 habitants)
- Koukoutéon-Diendientéon (427 habitants)
- Koulého (184 habitants)
- Kpara (217 habitants)
- Lambroura (93 habitants)
- Mekpa (333 habitants)
- Momol (1 128 habitants)
- Nonkinéna (153 habitants)
- Poira (212 habitants)
- Pollo (387 habitants)
- Sangboulona (98 habitants)
- Sangboulotira (97 habitants)
- Sierka (972 habitants)
- Simantéon (451 habitants)
- Sonon-Pari (85 habitants)
- Sonon-Tabéo (462 habitants)
- Sorkorèra (224 habitants)
- Soukoutéon (169 habitants)
- Sourapèra (328 habitants)
- Tankolon (362 habitants)
- Tankolon-Tiopanaon (121 habitants)
- Tanya-Pari (575 habitants)
- Tanya-Zousso (276 habitants)
- Timpo (111 habitants)
- Tindiao (156 habitants)
- Tindiar (248 habitants)
- Tinkèra (138 habitants)
- Tolompo (214 habitants)
- Tonkpourou (938 habitants)
- Topèra (375 habitants)
- Tripora (173 habitants)